# Veleroa veleronis
Veleroa veleronis is een mosdiertjessoort uit de familie van de Watersiporidae. De wetenschappelijke naam van de soort is voor het eerst geldig gepubliceerd in 1952 door Raymond Carroll Osburn.